# Jáfet

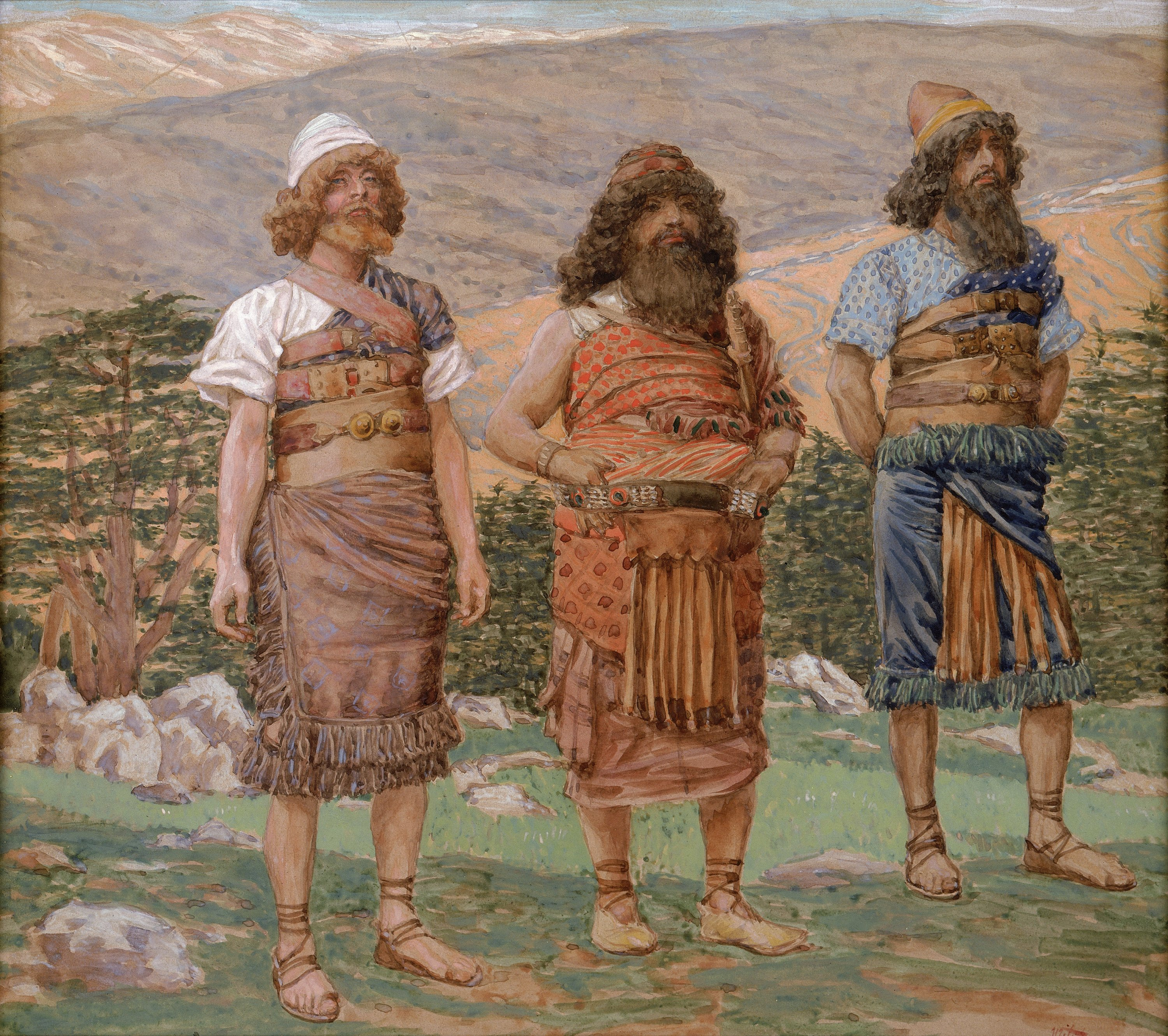
Bratři Šém, Chám a Jáfet

Jáfet (hebrejsky יפת‎) je biblická osoba, která se v Bibli vyskytuje v knize Genesis od páté kapitoly a 32. verše.

## Příbuzenstvo
- Otec – Noe
- Bratři – Šém a Chám

Jáfet (Jefet) se narodil, když bylo jeho otci Noemovi 500 let. Měl dva bratry – Šéma a Cháma

## Potopa
V šestistém roce života Noeho, tedy když bylo Jáfetovi 100 let, se rozevřely všechny prameny veliké hlubiny a uvolnily se nebeské průduchy. Na zemi nastal déšť trvající čtyřicet dnů a čtyřicet nocí. A toho dne vešel Jáfet, jeho žena spolu s příbuznými, především s otcem Noemem do archy. Když vešli, Hospodin za nimi zavřel.

## Opuštění archy
Když ustal déšť a voda opadla, vyšel Jáfet s manželkou i příbuzenstvem z archy.

## Otcova nahota
Z doby po potopě vypráví Bible zajímavou událost, která se udála mezi Noemem a jeho syny:
Noe byl první, kdo vysadil vinici. Napil se vína, opil se a ležel obnažen ve svém stanu. Chám spatřil nahotu svého otce a pověděl o tom oběma svým bratrům venku. Šém a Jáfet tedy vzali plášť a oba si ho dali na ramena. Pak šli pozpátku a přikryli nahotu svého otce. Byli obráceni čelem nazpátek, a tak nahotu svého otce nespatřili. Čtenář Bible se v tomto místě může zamyslet, jaké jsou možné způsoby přístupu k nechtěně vzniklému kontaktu s nahotou vlastních rodičů a jaká je spravedlivá reakce na různé alternativy chování v této situaci.

### Předpověď o Noemových synech
Když se Noe probral z opilosti a dozvěděl se, co mu jeho nejmladší syn provedl, vyslovil nad Chámem zlořečení. Ostatním bratrům požehnal.
| „                     | Kéž Bůh rozšíří Jáfeta, ať bydlí ve stanech Semových, jemuž bude Kanaán otročit! | “ |
| — Bible, Genesis 9:27 |                                                                                  |   |

## Potomci
Dále Bible uvádí Jáfetovo potomstvo. Jáfet měl 7 synů: Gomera, Magoga, Madaje, Javana, Tubala, Mešeka a Tirase. Právě i z jeho potomků se po potopě zalidnila celá země.

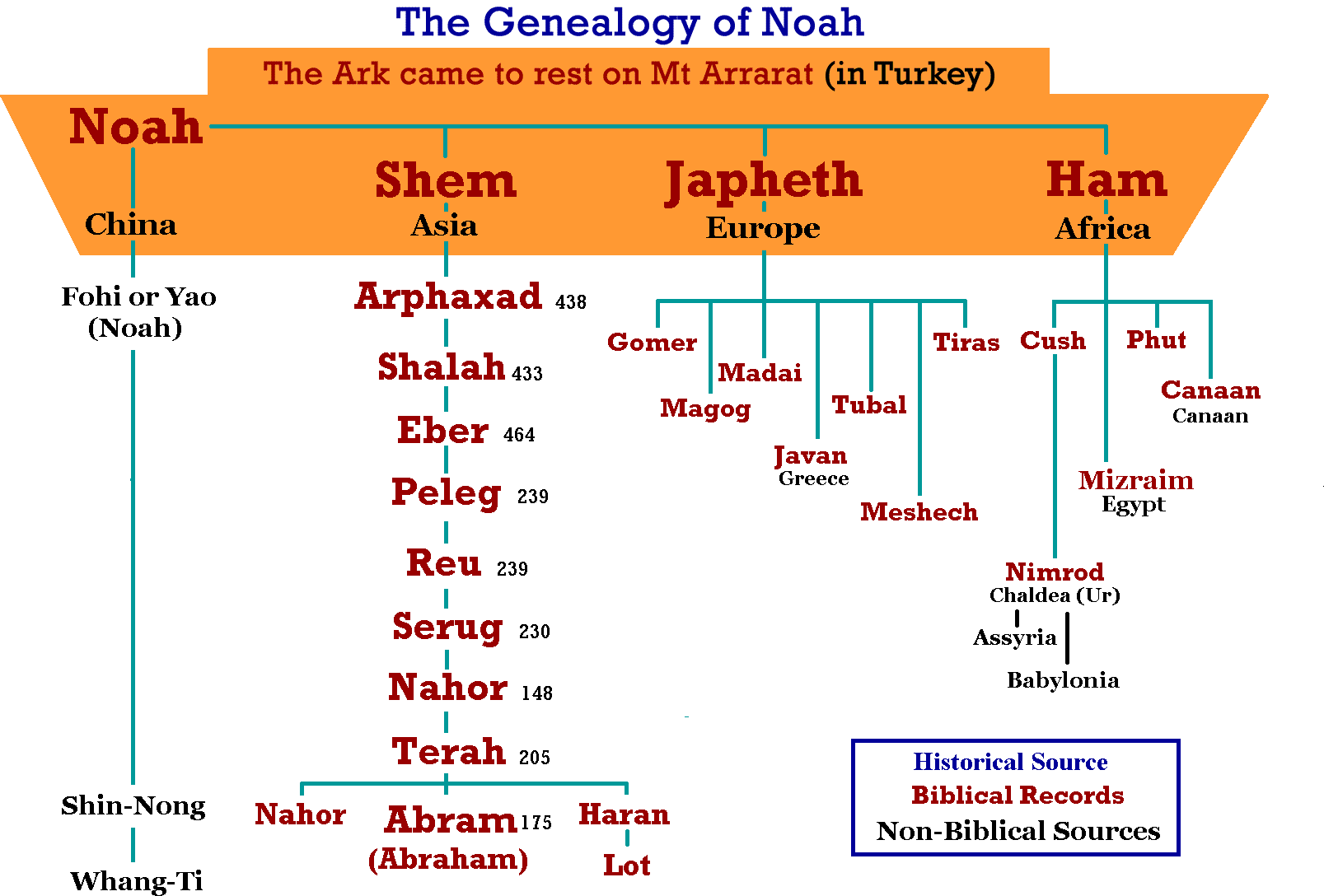
Přehledný náčrtek Noemovy i Jáfetovy rodiny